# Hendrik Fagel (1617-1690)
Hendrik Fagel ('s-Gravenhage, 13 juni 1617 - aldaar, 11 februari 1690), ook genoemd Hendrik Fagel de Oudste, was een jurist en griffier van de Staten-Generaal van de Nederlanden.

## Biografie
Fagel was lid van de familie Fagel en een zoon van mr. François Fagel (1585-1644), raadsheer bij de Hoge Raad, en diens eerste vrouw Maria Rosa (1595-1623). Hij trouwde in 1648 met zijn nicht Margaretha Rosa (1629-1706) uit welk huwelijk twaalf kinderen werden geboren.
Fagel studeerde vanaf 1635 rechten en filosofie te Leiden, was in 1648 advocaat bij de Hoge Raad van Holland en Zeeland maar vervolgde vanaf 1661 zijn studie rechten. Hij was van 1663 tot 1666 extraordinaris raadsheer bij de Raad van Brabant, daarna tot 1672 gewoon raadsheer bij die raad en werd in het laatste jaar, mede door inspanningen van zijn halfbroer Gaspar Fagel, griffier van de Staten-Generaal. Dit ambt bekleedde hij aanvankelijk samen met Johan Spronssen, maar na diens overlijden in 1680 geheel alleen, waarbij zijn zoon François Fagel (1659-1746) daarbij tot commies werd benoemd. Deze François werd in 1685 medegriffier met zijn vader Hendrik en volgde hem na zijn overlijden als griffier op.